# Schachtabdeckung

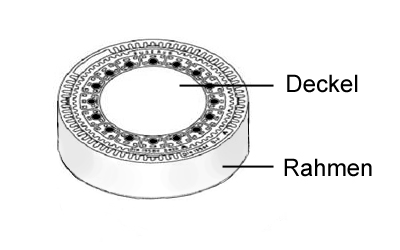
Bestandteile eines Schachtdeckels

Die Schachtabdeckung (englisch access cover, manhole cover) bildet den Abschluss eines Schachts und wird entweder aus Gusseisen, Stahl, Edelstahl, Aluminium oder Kunststoff gefertigt. Entsprechend große Schachtdeckel dienen als Einstiegsöffnung für unterirdische Anlagen (siehe Mannloch). Als Straßenablauf kann der Deckel auch als Rost ausgebildet sein. Ein Schachthaken dient zum Abheben oder Aufklappen der schweren Abdeckung.
Allgemeine Bezeichnungen für ähnliche Bauelemente sind Reinigungs-, Kontroll-, Wartungs- und Revisionsklappe, -öffnung oder -deckel (siehe auch:  Lukendeckel).
Abdeckungen für unterhalb der Straßenoberfläche eingebaute Armaturen heißen Straßenkappe, Schieberkasten, Hydrantenkasten, Hydrantenkappe oder Schieberkappe.

## Bauformen
- Runde Bauform (mit oder ohne Lüftungs- oder Ablauföffnungen)
- Rechteckige oder quadratische Form (mit oder ohne Lüftungs- oder Ablauföffnungen)

## Tagwasserdichte Abdeckungen

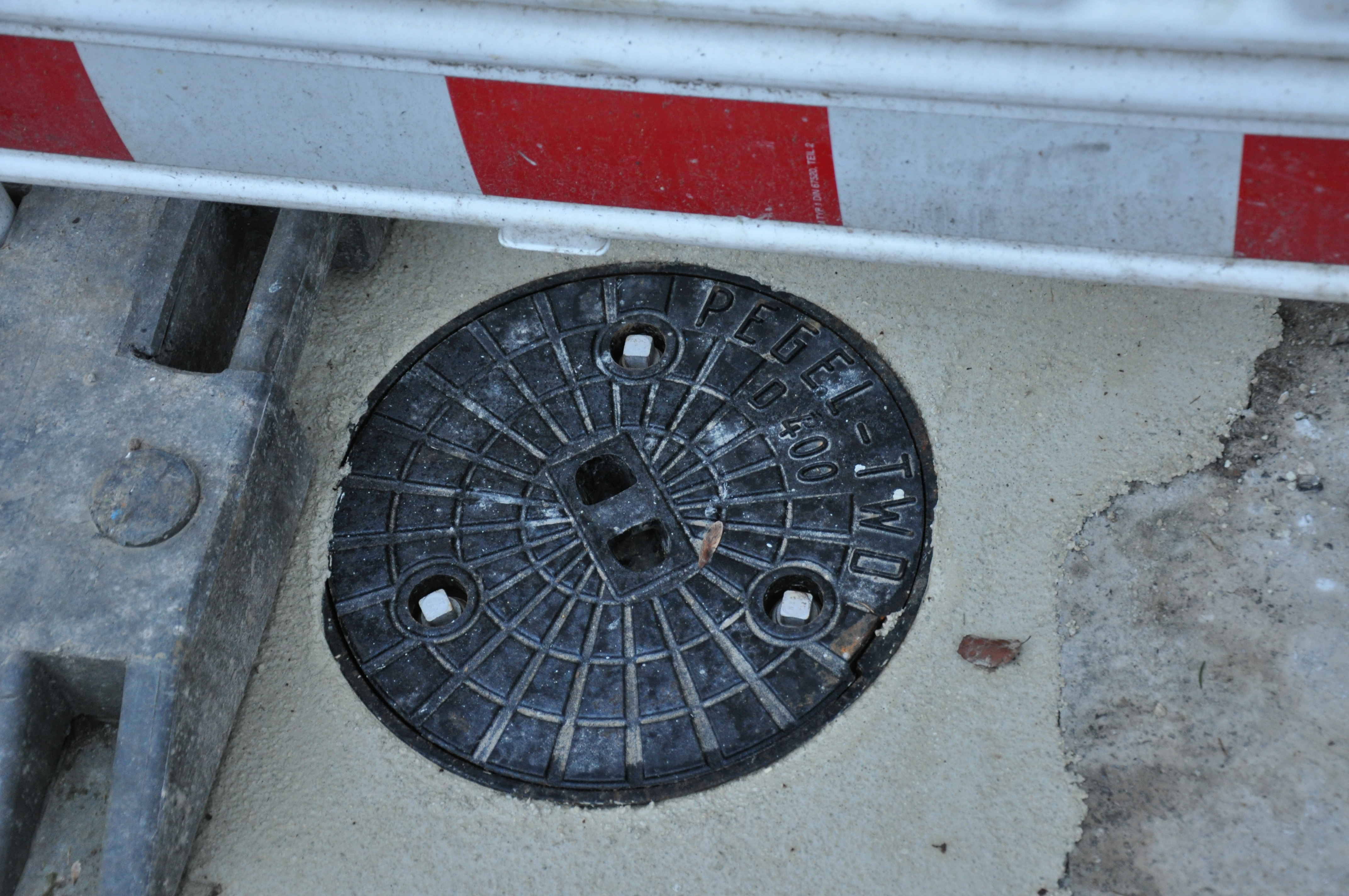
Tagwasserdichte Abdeckung zur Pegelmessung

Die meisten Schachtabdeckungen haben Öffnungen zur Be- und Entlüftung des darunterliegenden Schachts, durch die auch Oberflächenwasser („Tagwasser“) eintreten kann.
Tagwasserdichte (TWD) Ausführungen (englisch stormwater-tight, rainwater-tight, impermeable to rainwater) hingegen dichten gegenüber Flüssigkeiten ab. Moderne Ausführungen mit Lippendichtungen dichten auch luft- und gasdicht ab. Sie werden unter anderem verwendet, um Fäkaliensammelgruben und Fettabscheider geruchsdicht abzuschließen.
Zur Verbesserung der Dichtwirkung sowie um ein Abheben des Deckels bei Rückstau zu verhindern, werden viele geruchs- und tagwasserdichte Deckel mit Schrauben oder Schließnasen gesichert, die von oben mit einem Vierkant- oder ähnlichem Schlüssel gelöst werden können.
Die Anforderungen an die Tagwasserdichtigkeit von Aufsätzen und Abdeckungen für Verkehrsflächen einschließlich der Sicherung des Deckels und Rostes im Rahmen regeln unter anderem die Europäische Norm EN 124 und in Deutschland DIN 1229.

## Klassifizierung begeh- und befahrbarer Abdeckungen
Die EN 124 unterscheidet je nach Anwendungsfall und Belastung verschiedene Belastungsklassen für begehbare und befahrbare Abdeckungen, von A 15 (1,5 Tonnen, für Fuß- und Radverkehr) bis F 900 (90 Tonnen, für Flugbetriebsflächen).

## Normen
- EN 124 – Aufsätze und Abdeckungen für Verkehrsflächen
- ISO 15398 Inspektions- und Einsteigschächte – Schachtabdeckung aus thermoplastischem Kunststoff